# 鄧文璧
鄧文璧（1467年—？），湖廣郴州直隸州桂陽縣人，民籍，明朝政治人物。

## 生平
弘治五年（1492年）壬子科湖廣鄉試第四十二名舉人，十八年（1505年）中式乙丑科會試第七十八名，三甲第一百三十八名進士。授崑山縣知縣，升工部主事，升郎中，為修繕乾清宫等宮殿，正德九年（1514年）十月差往貴州採集大木，改刑部郎中，嘉靖二年（1523年）九月出為雲南按察司副使。

## 家族
曾祖鄧思謙，知縣；祖父鄧珂，判官；父鄧守仁。母何氏。永感下。